# Inalcanzable
Inalcanzable è l'album di debutto della cantante argentina Lola Ponce, pubblicato nel 2001.

## Tracce
1. No me lo creo
2. El chico que me enseñó a amar
3. Eres tu
4. El hombre de mi vida
5. Baila conmigo
6. Inalcanzable
7. Ataques de melancolía
8. Aún no quiero enamorarme
9. Por una caricia de amor
10. Levanta, levanta